# 3632 Grachevka
3632 Grachevka este un asteroid din centura principală, descoperit pe 24 septembrie 1976 de Nikolai Cernîh.